# Peltekening

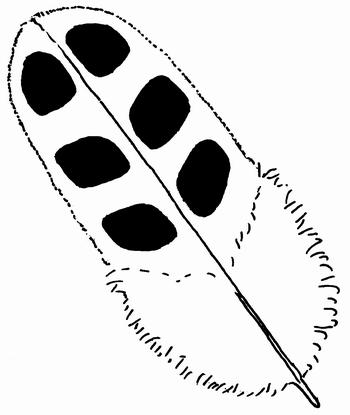
Gepelde veer

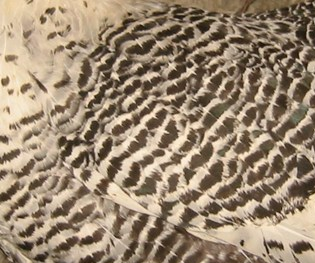
Detail van een kempisch hoen

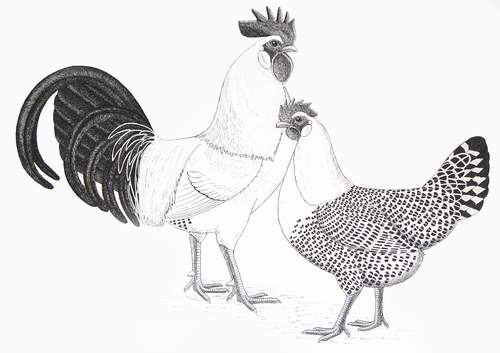
Groninger meeuw

Een peltekening of pelling is een patroon op de veren van bepaalde kippenrassen, de pelhoenders. Het patroon bestaat uit drie tot vijf vlekken aan weerszijden van de veerschacht.

## Naam
Volgens sommigen is de aanduiding 'pellen' ontleend aan een vroeger gebruikte vaatdoek met een soortgelijk stipjespatroon.

## Kenmerken van de pelling
Vorm, kleur en regelmatigheid zijn raskenmerken waar vooral bij sierrassen waarde aan wordt gehecht - men spreekt dan van 'correct' gepelde veren. De pellen moeten regelmatige tussenruimten hebben.
Bij Friese hoenders heeft de peltekening vanwege de ovale stippen wat weg van een korenaar en dit is dan ook de reden dat in het Fries over weiten (Fries voor tarwe) gesproken wordt.
Bij brakels en Chaamse, Kempische en Zottegemse hoenders is de peltekening van kant tot kant aanwezig, zodat hier over "banding" gesproken wordt.
Doorgaans heeft in het volwassen dier alleen de hen een peltekening, terwijl de haan deze in het jeugdkleed ook heeft. De kop en hals zijn ongetekend, de pellen komen alleen voor op de rug-, zadel-, buik- en dijbeenveren en op de kleine dekveertjes van de vleugels.

## Kleurslagen
Aangezien door genetische invloeden zowel de kleur van de goud of zilver gekleurde vederdelen alsook de kleur van de oorspronkelijk zwarte delen variëren kan, zijn veel kleurslagen mogelijk:
- Goudpel (goudgeel met zwart patroon)
- Zilverpel (wit met zwart patroon)
- Citroenpel (lichtgeel met zwart patroon)
- Roodpel (roodbruin met zwart patroon)
- Geelwitpel (goudgeel met wit patroon)
- Goudblauwpel (goudgeel met grijs patroon)
- Zilverblauwpel (wit met grijs patroon)
- Citroenblauwpel (lichtgeel met grijs patroon)
- Zilverparelgrijspel (wit met lichtgrijs patroon)
- Isabelpel (lichtgeel met lichtgrijs patroon)
- Ivoorpel (vergelijkbaar met isabelpel, maar nog lichter)